# Gregor Hildebrandt
Gregor Hildebrandt (* 1974, Bad Homburg vor der Höhe, Západní Německo) je německý současný umělec věnující se modernímu umění.

## Život a vzdělání
Gregor Hildebrandt se narodil v Bad Homburgu a vyrostl v Sársku. Studoval: Univerzitu Johannese Gutenberga (1995 - 1999), Univerzita umění v Berlíně (1999 - 2002) a na DAAD (2005 - 2006). Žije v Berlíně s kolegyní umělkyní Alicjou Kwade. Od roku 2015 je profesorem malby a grafiky na Akademii výtvarných umění v Mnichově.

## Práce s materiály
Hildebrandtovými materiály jsou analogové nosiče, jako jsou audio a video pásky včetně jejich pouzder a gramofonové desky. Z těchto materiálů vytváří koláže, nástěné malby, fotografická díla a instalace. Na využité pásky byla předtočena vybraná hudba.

## Jeho výstavy (výběr)
- 2005: Von den Steinen zu den Sternen, Berlín, Německo

- 2008: Front Room, Saint Louis, Spojené státy americké
- 2009: Der Himmel im Raum, Berlín, Německo
- 2010: Shapeless in the Dark again, Tel Aviv-Jaffa, Izrael
- 2012: Ein Koffer aus Berlin, Saarbrücken, Německo
- 2015: Sterne streifen die Fluten, Saarbrücken, Německo
- 2015: auf Wasser schlafend rauscht das Meer, Berlín, Německo
- 2016: Urlaub im Urban, Berlín, Německo
- 2016: Sieben auf einen Streich, Heppenheim, Německo
- 2017: Die schwarze Sorge um das Segel, Tel Aviv-Jaffa, Izrael
- 2017: Alle Schläge sind erlaubt, Paříž, Francie
- 2018: Ein Zimmer im Raum, Berlín, Německo
- 2018: Tönend hallt die Jugend, Německo
- 2018: In meiner Wohnung gibt es viele Zimmer, New York, Spojené státy americké
- 2020: Fliegen weit weg vom Ufer, Berlín, Německo
- 2022: A Blink of an Eye and the Years are Behind Us, Praha, Kunsthalle, Česká republika[2][4]

## Veřejné sbírky
- Centre Pompidou, Francie
- Berlinische Galerie, Německo
- Sammlung zeitgenössische Kunst des Bundes, Německo
- Muzeum van Bommel van Dam ve Venlo, Nizozemsko